# Heerz tooya
Heerz tooya är en stekelart som beskrevs av Marsh 1993. Heerz tooya ingår i släktet Heerz och familjen bracksteklar. Inga underarter finns listade i Catalogue of Life.